# Конспиративни теории за смъртта на Адолф Хитлер
Конспиративните теории за смъртта на Адолф Хитлер са в противоречие с факта, че той се самоубива в своя фюрербункер на 30 април 1945 г.
Повечето от тези теории твърдят, че Хитлер и съпругата му Ева Браун, всъщност оцеляват и бягат от град Берлин и Нацистка Германия. Макар да са обект на известна експозиция в популярната култура (като например „Сив вълк: Бягството на Адолф Хитлер“), тези гледни точки се считат от историците за недоказани теории.

## Произход
Теорията, че Хитлер не е извършил самоубийство, а вместо това е избягал със съпругата си, е умишлено насърчавана от съветския държавен персонал като част от политиката на държавна дезинформация. Този „мит“ първо е обявен от маршал Георгий Жуков на пресконференция на 9 юни 1945 г. по заповед на съветския лидер Йосиф Сталин. Дори на нивото на Потсдамската конференция, президентът на САЩ Хари Труман получава плоско отричане от страна на Сталин за това дали Хитлер е починал. Тази двусмисленост е основна причина за различни конспиративни теории през годините, въпреки официалното заключение на западните сили, че Хитлер наистина се самоубива през април 1945 г.
Първото подробно разследване на западните сили започва през ноември 1945 г., след като Дик Уайт, тогава началник на контраразузнаването в британския сектор в Берлин (и по-късно шеф на MI5 и MI6 последователно), организира разследваща група, в която участва и историкът Хю Тревър-Ропър да разследва. Неговите констатации, че Хитлер и Браун са извършили самоубийство в Берлин, първоначално са написани в доклад и след това са публикувани в книжна форма през 1947 г.

## Доказателства
Декласифицираните документи на ФБР съдържат редица предполагаеми забелязвания на Хитлер, заедно с теориите за бягството му от Германия. ФБР заявява, че информацията в тези документи, отнасяща се до бягството и наблюденията на Хитлер, не може да бъде проверена.
Фрагмент от черепа с куршум, открит извън бункера на Хитлер и съхраняван в руските федерални архиви в Москва, се смята от десетилетия за Хитлер. През 2009 г. проби от черепа са тествани с ДНК в университета в Кънектикът от археолога и костен специалист Ник Белантони и др. Пробата се оказва, че е на жена на възраст под 40 години.
Но нито бившите съветски, нито руски официални лица твърдят, че черепът е основното доказателство, вместо това се цитират фрагменти от челюстна кост и два зъбни моста, които са открити. Елементите са показани на зъболекаря на Хитлер, Уго Блашке; зъболекарски помощник Кяте Хозерман и дългогодишният зъботехник Фриц Ехтман, който потвърждава, че остатъците от зъбите са на Хитлер и Браун. Фрагментът от черепа е открит по-късно, през 1946 г., когато руснаците разследват слухове за оцеляването на Хитлер.

## Версия за бягство
„Сив вълк: Бягството на Адолф Хитлер“ от британските автори Саймън Дънстан и Джерард Уилямс предполага, че Хитлер и Браун не са се самоубили, а всъщност са избягали в Аржентина. Предпоставката на книгата е, че нацистите са ограбили златните резерви и изкуството на окупираните страни. Сценарият, предложен от двамата автори, е както следва:
"Редица кораби и подводници, на които се качват някои нацисти отплават за Аржентина, където нацистите са били подкрепени от бъдещия президент Хуан Перон, който с жена си „Евита“ е получавал пари от нацистите от известно време. В Аржентина, Хитлер пребивава за пръв път в Хасиенда Сан Рамон, източно от Сан Карлос де Барилоче. Хитлер след това се премества в баварско имение в Иналко, отдалечено и слабо достъпно място в северозападния край на езерото Науел Уапи, близо до чилийската граница. Около 1954 г., Ева Браун напуска Хитлер и се премества в Неукен с дъщеря си Урсула („Уши“), а Хитлер умира през февруари 1962 г."
Тази теория за бягството на Хитлер до Аржентина е отхвърлена от историци, включително от Гай Уолтърс. Той описва теорията на Дънстан и Уилямс като „боклук“, добавяйки: „Няма никакво значение за тях, а да привлича и насажда заблудени фантазии на теоретици на конспирация“. Уолтърс твърди: „просто е невъзможно да се вярва, че толкова много хора могат да поддържат такава огромна измама толкова спокойно“.
След издаването на книгата, спорният драматичен документален филм „Сив вълк“ е продуциран от автора Джерард Уилямс през 2014 г. и завършва с обширен списък от хора, които твърдят, че са видели Хитлер в Аржентина. Филмът получава смесени отзиви.
Изследователи от поредицата на History Channel, „На лов за Хитлер“ твърдят, че са открили по-рано класифицирани документи и че са интервюирали свидетели, посочващи, че Хитлер е избягал от Германия и е пътувал до Южна Америка с подводница. Той и други нацисти тогава твърдят, че има планове за „Четвърти Райх“.
Декласифицираният документ на ЦРУ HVCA-2592 от 3 октомври 1955 г. подчертава твърденията на „бившия германски военен“ Филип Ситроен, че „Адолф Хитлер е все още жив“ и че „Хитлер напуска Колумбия за да отиде в Аржентина около януари 1955 г.“ Към документа е предполагаема снимка на Ситроен и Хитлер. В доклада се посочва, че нито контактът, който съобщава разговорите си със Ситроен, нито станцията на ЦРУ „е в състояние да даде интелигентна оценка на информацията“.